# Habronattus pugillis
Habronattus pugillis är en spindelart som beskrevs av Griswold 1987. Habronattus pugillis ingår i släktet Habronattus och familjen hoppspindlar. Inga underarter finns listade i Catalogue of Life.